# Chu~♥ (canção)
Chu~♥ (em coreano: 츄~♥) é uma canção de gênero dance-bubblegum pop interpretada pelo girl group multinacional f(x). Ela foi incluída como o A-side do CD single de mesmo nome, lançado em 9 de novembro de 2009 na Coreia do Sul, sob o selo da gravadora SM Entertainment. As outras duas faixas foram "Step By Me" e "You Are My Destiny". Este foi o terceiro lançamento musical do f(x) depois de "La Cha Ta" e "Chocolate Love" e também foi a sua primeira canção lançada em formato físico (CD).
"Chu~♥" recebeu elogios comerciais, que estreou no top 3 da Gaon Singles Chart. A canção foi re-lançada como uma das quatro faixas bônus na versão repaginada do primeiro álbum do grupo de estúdio, "Pinocchio", que foi lançado em 14 de junho de 2011.

## Lista de faixas
| N.º            | Título                                         | Letras         | Música                                                    | Duração |  |
| 1.             | "Chu~♥"                                        | Cho Yun-Gyeong | Anders Wilhelm Wollbeck, Daniel Presley, Mattias Lindblom | 3:33    |  |
| 2.             | "Step by Me"                                   | Lee Yeon-Mi    | Jean T. Na, Priya Jayaram                                 | 4:32    |  |
| 3.             | "You Are My Destiny" (Dueto de Luna e Krystal) | Shim Eun-Ji    | Shim Eun-Ji                                               | 3:40    |  |
| Duração total: | Duração total:                                 | Duração total: | Duração total:                                            | 11:24   |  |

## Créditos
- f(x) - Vocais
  - Victoria Song - Vocal
  - Amber Liu - Vocais, Rap
  - Luna - Vocal Principal
  - Sulli - Vocal
  - Krystal Jung - Vocal de Liderança
- Lee Soo Man - Produção

## Histórico de lançamento
| País          | Data                   | Formato                       | Gravadora         |
| ------------- | ---------------------- | ----------------------------- | ----------------- |
| Coreia do Sul | 9 de novembro de 2009  | Maxi Single, Download Digital | SM Entertainment  |
| Taiwan        | 27 de novembro de 2009 | Maxi Single, Download Digital | Avex Taiwan       |
| Filipinas     | 16 de dezembro de 2009 | Maxi Single, Download Digital | Universal Records |